# Agota Kristofová
Agota Kristofová, maďarsky Kristóf Ágota (30. říjen 1935 – 27. červenec 2011) byla švýcarská spisovatelka maďarského původu. Svá díla psala francouzsky.

## Biografie
Narodila se v Maďarsku, ale téměř padesát let žila ve Švýcarsku. Z Maďarska emigrovala po sovětské invazi roku 1956. Exil, pocity vyhnanství a stesk se staly velkým tématem její tvorby. Zpočátku pracovala v továrně, až postupně se naučila francouzsky a až v poměrně pozdním věku se proslavila jako spisovatelka. Roku 1987 vydala svůj první román nazvaný Velký sešit (Le grand cahier). Měl obrovský úspěch a byl přeložen do více než 30 jazyků. Francouzská kritika dílo přirovnala k textům Samuela Becketta nebo Eugèna Ioneska. Velký sešit byl úvodem trilogie, další díly dostaly název Důkaz (La preuve) a Třetí lež (Le troisième mensonge). V roce 1995 vydala román Včera (Hier) o hledání identity. Na konci roku 2004 vyšla sbírka deseti autobiografických textů s názvem Analfabetka (L'Analphabète), jež byly napsány na konci 80. let pro časopis Du, a kde mj. popisuje zkušenost, kdy se jako exilová „analfabetka“ pouští do psaní v adoptivním jazyce. Na počátku roku 2005 vydalo pařížské nakladatelství Seuil soubor textů To je jedno (C'est égal), které psala v mládí jako cvičení v nově přijatém jazyce. Psala i básně a rozhlasové a divadelní hry. Napsala 23 dramat, ale jen devět se hrálo na jevišti.
V roce 1987 získala cenu Prix du Livre Européen. Rok poté obdržela cenu Alberta Moravii. V roce 2001 získala cenu Friedricha Schillera a také nejvýznamnější švýcarské literární ocenění – Cenu Gottfrieda Kellera. Roku 2008 získala Rakouskou státní cenu za evropskou literaturu. Těsně před smrtí se dočkala ocenění i ve své původní vlasti, když v roce 2011 získala cenu Lájose Kossutha.

## V češtině
- Velký sešit. Praha: Mladá fronta 1995; Havlíčkův Brod 2014
- Důkaz. Třetí lež. Praha: Mladá fronta 2001
- V roce 2017 vyšlo audiozpracování Velkého sešitu, který načetl Kryštof Hádek, vydala Audiotéka.

## Fotografie

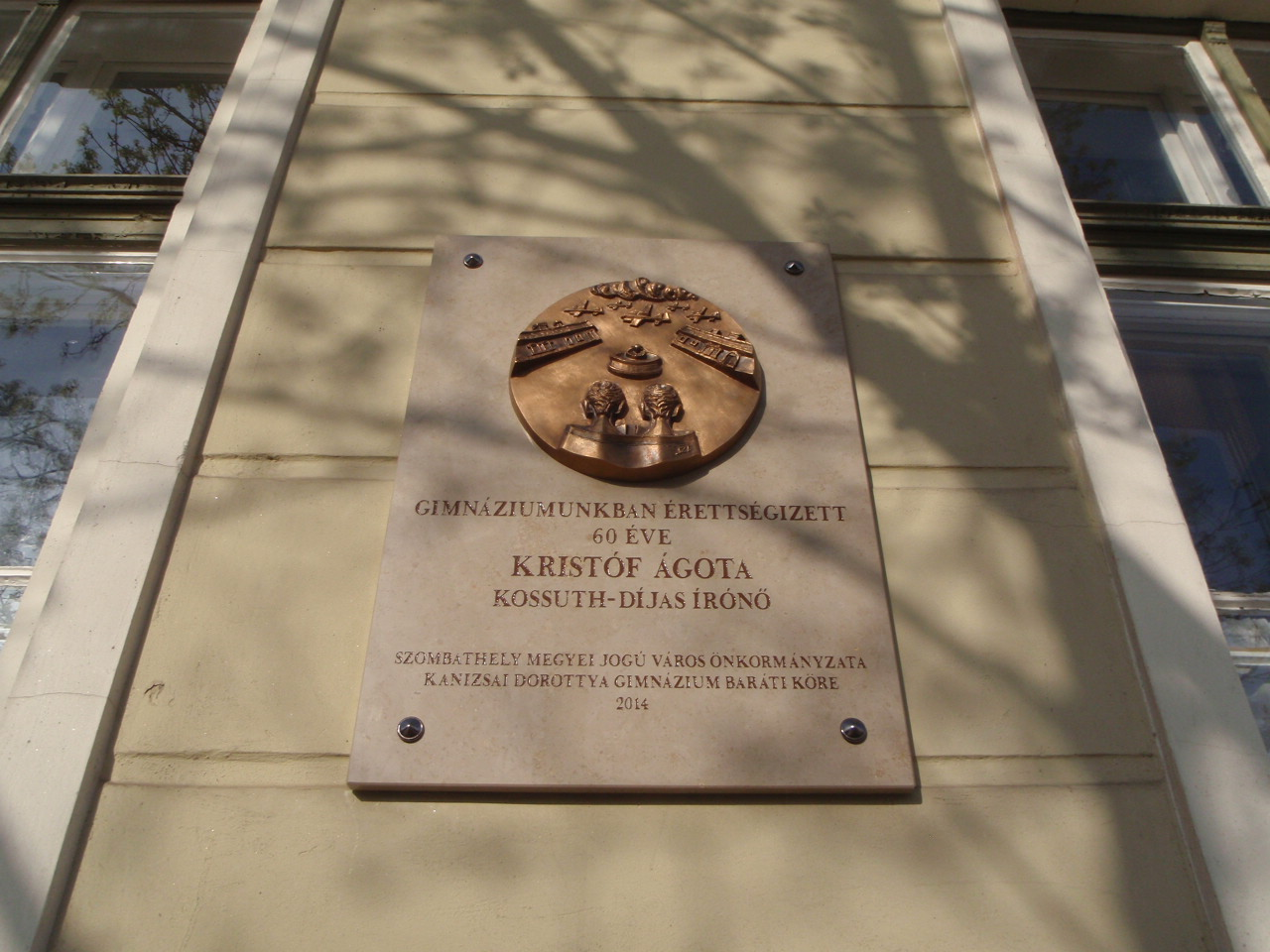
Pamětní deska na výše zmíněném gymnáziu
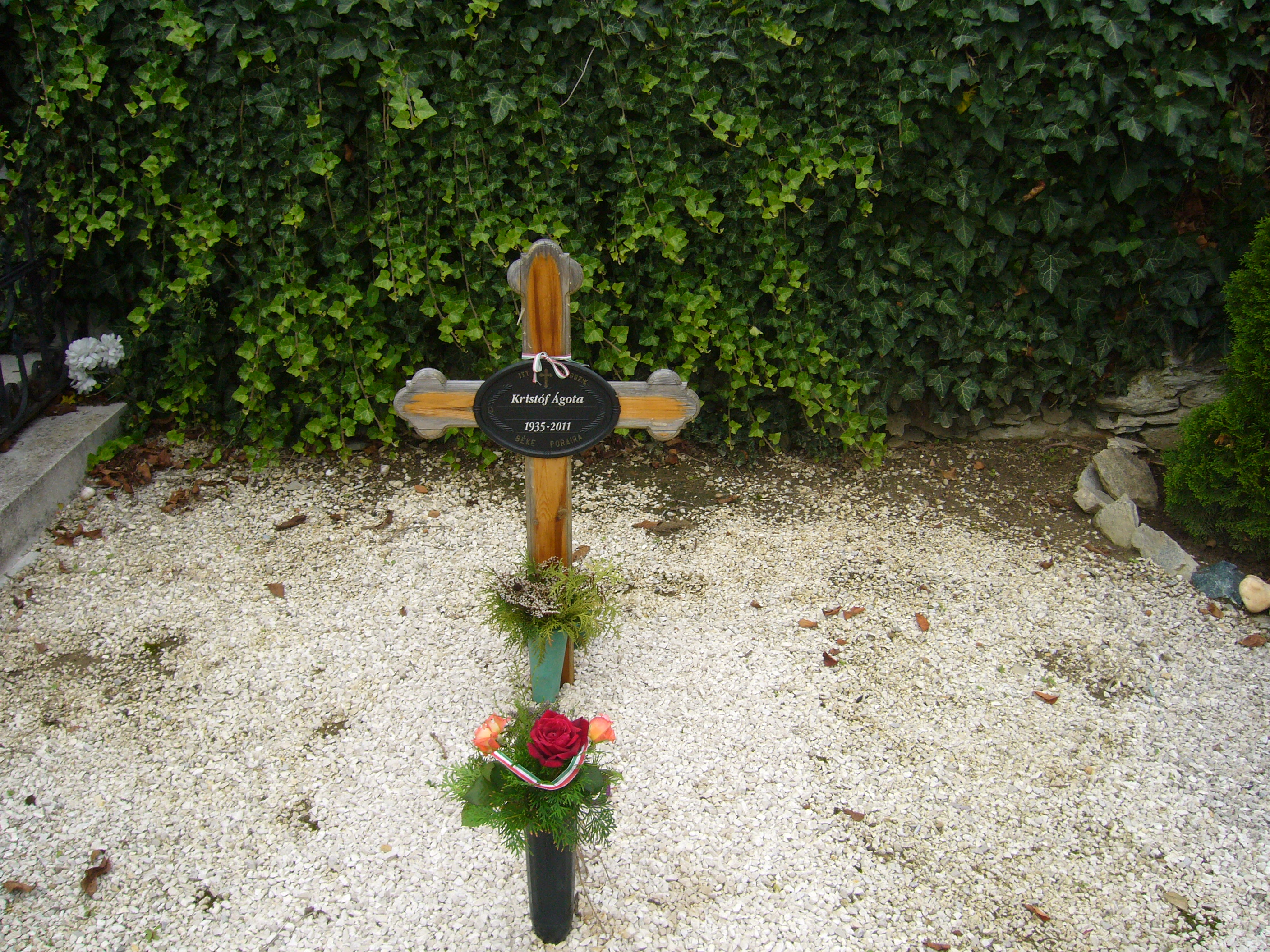
Její hrob ve městě Kőszeg